# Giovanni Tornielli
Giovanni Tornielli (Novara, ... – Bergamo, 7 marzo 1230) è stato un vescovo cattolico italiano.

## Biografia
Giovanni Tornielli, viene indicato come novarese, nativo forse della città di Novara o forse di Borgo Ticino, paese che dette i natali alla famiglia Tornielli.
Venne nominato e consacrato vescovo di Bergamo nel 1211. Nel medesimo anno fece edificare la chiesa di san Galgario, ora caserma Francesco Nullo, consacrandola al Salvatore, e consegnandola all'ordine degli Umiliati.
Celebrò nel 1214 un sinodo nella chiesa di san Vincenzo e partecipò al IV concilio lateranense convocato da Innocenzo III. Per le sue qualità diplomatiche venne dalle autorità papali, più volte interpellato riuscendo nel 1219 con l'arcivescovo Enrico I da Settala ad assolvere dalla scomunica la città di Milano, che aveva prestato aiuto all'imperatore Ottone IV contro la volontà di papa Onorio III. A lui si deve la fondazione dell'ordine dei frati predicatori in Bergamo nella chiesa di santo Stefano nel 1219 con il vescovo Guala e la presenza del frate fondatore dei domenicani san Domenico. Il Tornielli volle incontrare anche san Francesco d'Assisi nella sua visita a Bergamo durante la fondazione dell'ordine monastico nel monastero di san Francesco, sembra che con i due santi venne ufficiata una messa nel Monastero di Astino.

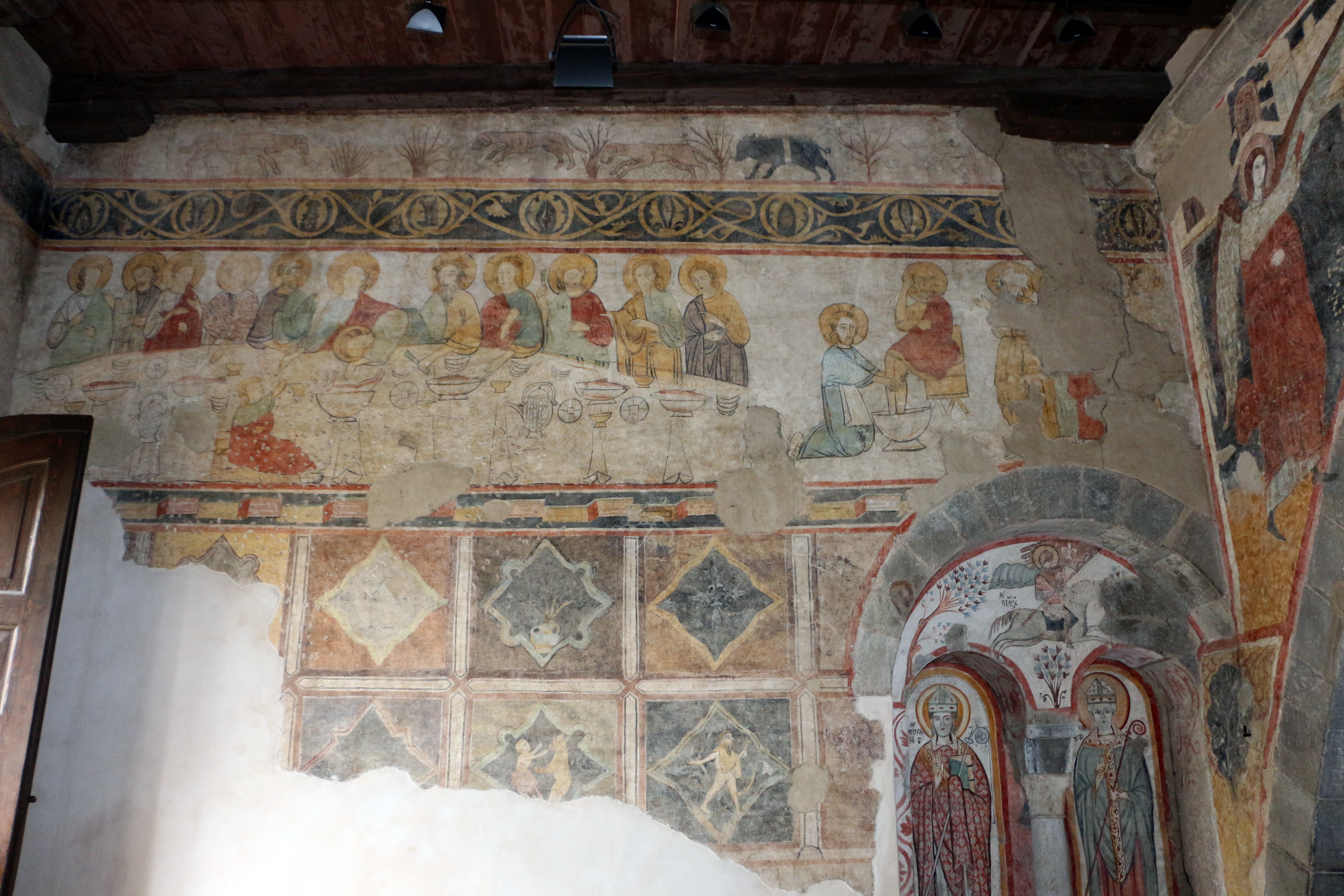
Aula della curia vescovile con affreschi del XIII secolo

## Le controversie minerarie
Il suo episcopato coincise con il nascere del comune di Bergamo, e con la precarietà e la confusione dei regolamenti e dei diritti che avevano bisogno di essere ben definiti, e proprio grazie alle sue qualità diplomatiche, molte sono le controversie che lo videro coinvolto in riferimento ai diritti di cui godevano i privati e i nuovi comuni, dopo la concessione rilasciata dal vescovo Guala (1167-1186) previo versamento di una tassa, ma di cui la diocesi voleva riappropriarsi, in particolare i diritti sulle estrazioni minerarie in Val Seriana.
Nel 1229, per risolvere la controversia sui diritti minerari relativi l'estrazione dell'argento in Val Seriana nei paesi di Ardesio e di Gromo, volendo annullare gli statuti di Bergamo nei capitoli de metallis imposti dal podestà Rubaconte da Mandello, chiamò a giudice il vescovo Guala di Brescia, che pur pronuziandosi a favore il 14 giugno 1235 non riuscì mai a fare applicare la sentenza, anzi le miniere vennero gestite dalla società Ardizzone che sottostava alle regole comunali.
Il 6 novembre 1222 il vescovo cedette la Val di Scalve compreso i diritti minerari alla famiglia de Capitaneis, creando una diatriba che terminò solo il 29 marzo 1231 con un compromesso che manteneva alla famiglia i soli diritti sul grano, lino, la canapa e del tributo sul bestiame dando un agnello ogni dieci, un capretto ogni cinque, un denaro per vitello, i valligiani si impegnarono a non imporre dazi o frodi al feudatario che dovette comunque pagare un riscatto di 2400 lire imperiali.

## Genealogia episcopale
La genealogia episcopale è:
- Papa Gregorio IX
- Papa Onorio III
- Vescovo Giovanni Tornielli